# George Periolat
George Periolat, nato George E. Periolat  (Chicago, 5 febbraio 1874 – Los Angeles, 20 febbraio 1940), è stato un attore statunitense che, dalle scene teatrali di Broadway, passò a lavorare per il cinema, apparendo sugli schermi quasi esclusivamente all'epoca del muto.

## Filmografia

### 1909
- Forgiven; or, Father and Son – cortometraggio (1909)

### 1910
- A Touching Affair, regia di Sam Morris – cortometraggio (1910)
- Two Lucky Jims, regia di Frank Beal – cortometraggio (1910)
- The Squaw and the Man, regia di Frank Beal – cortometraggio (1910)

### 1911
- Bertie's Bandit, regia di Frank Beal – cortometraggio (1911)
- The Job and the Girl, regia di Sam Morris – cortometraggio (1911)
- The Boss of Lucky Ranch, regia di Allan Dwan – cortometraggio (1911)
- Crazy Gulch, regia di Allan Dwan – cortometraggio (1911)
- The Opium Smuggler , regia di Allan Dwan – cortometraggio (1911)
- The Ranchman's Vengeance, regia di Allan Dwan – cortometraggio (1911)
- A Western Dream, regia di Allan Dwan – cortometraggio (1911)
- The Sheepman's Daughter, regia di Allan Dwan   (1911)
- The Elopement on Double L Ranch, regia di Allan Dwan   (1911)
- The Yiddisher Cowboy, regia di Allan Dwan (1911)
- The Hermit's Gold, regia di Allan Dwan (1911)
- The Ranchman's Nerve, regia di Allan Dwan (1911)
- The Cowboy's Deliverance, regia di Allan Dwan (1911)
- The Cattle Thief's Brand, regia di Allan Dwan (1911)
- The Cattle Rustler's End
- The Poisoned Flume, regia di Allan Dwan (1911)
- Three Million Dollars, regia di Allan Dwan (1911)
- The Mother of the Ranch, regia di Allan Dwan (1911)
- The Claim Jumper, regia di Allan Dwan (1911)
- The Land Thieves, regia di Allan Dwan  (1911)
- The Cowboy and the Outlaw, regia di Allan Dwan  (1911)
- The Trail of the Eucalyptus, regia di Allan Dwan  (1911)
- The Stronger Man, regia di Allan Dwan  (1911)
- The Water War, regia di Allan Dwan  (1911)
- The Three Shell Game, regia di Allan Dwan (1911)
- The Mexican, regia di Allan Dwan (1911)
- The Eastern Cowboy, regia di Allan Dwan (1911)
- The Way of the West, regia di Allan Dwan – cortometraggio  (1911)
- The Angel of Paradise Ranch, regia di Allan Dwan – cortometraggio (1911)
- The Last Notch, regia di Allan Dwan – cortometraggio (1911)
- The Duel of the Candles  – cortometraggio
- Bonita of El Cajon, regia di Allan Dwan – cortometraggio (1911)

### 1912
- Love and Lemons, regia di Allan Dwan (1912)
- A Leap Year Comedy, regia di Allan Dwan (1912)
- An Assisted Elopement, regia di Allan Dwan  (1912)
- From the Four Hundred to the Herd, regia di Allan Dwan  (1912)
- The Maid and the Man, regia di Allan Dwan  (1912)
- The Eastern Girl, regia di Allan Dwan  (1912)
- The Haters, regia di Allan Dwan  (1912)
- The Thread of Life, regia di Allan Dwan  (1912)
- The Reward of Valor, regia di Allan Dwan  (1912)
- Cupid Through Padlocks, regia di Allan Dwan  (1912)
- The Evil Inheritance, regia di Allan Dwan  (1912)
- Where There's a Heart, regia di Allan Dwan  (1912)
- The Vanishing Race, regia di Allan Dwan  (1912)
- It Pays to Wait, regia di Allan Dwan  (1912)
- The Fear, regia di Allan Dwan  (1912)
- White Treachery, regia di Allan Dwan  (1912)
- One, Two, Three, regia di Allan Dwan  (1912)
- Maiden and Men, regia di Allan Dwan  (1912)
- Man's Calling, regia di Allan Dwan  (1912)
- The Intrusion at Lompoc, regia di Allan Dwan (1912)
- Her Own Country, regia di Allan Dwan (1912)
- Pals, regia di Allan Dwan (1912)
- The Law of God, regia di Allan Dwan (1912)
- Nell of the Pampas, regia di Allan Dwan (1912)
- The Recognition, regia di Allan Dwan (1912)
- The Loneliness of Neglect, regia di Allan Dwan (1912)

### 1913
- High and Low, regia di Allan Dwan (1913)
- Jocular Winds, regia di Allan Dwan (1913)
- Calamity Anne, Detective, regia di Allan Dwan – cortometraggio (1913)
- Cupid Never Ages, regia di Allan Dwan (1913)
- Calamity Anne's Beauty, regia di Allan Dwan – cortometraggio (1913)
- Matches
- Woman's Honor, regia di Allan Dwan (1913)
- In Another's Nest, regia di Allan Dwan (1913)
- Calamity Anne's Trust, regia di Allan Dwan – cortometraggio (1913)
- Oil on Troubled Waters, regia di Allan Dwan (1913)
- The Road to Ruin, regia di Allan Dwan (1913)
- Human Kindness, regia di Allan Dwan (1913)
- The Great Harmony, regia di Allan Dwan (1913)
- Calamity Anne's Parcel Post – cortometraggio (1913)
- Ashes of Three, regia di Allan Dwan – cortometraggio (1913)
- Her Big Story, regia di Allan Dwan – cortometraggio (1913)
- The Wishing Seat, regia di Allan Dwan (1913)
- Marine Law (1913)
- A Husband's Mistake, regia di Albert W. Hale (1913)
- Quicksands, regia di Albert W. Hale (1913)
- A Tale of Death Valley, regia di Gilbert P. Hamilton (1913)
- A Foreign Spy, regia di Wallace Reid (1913)
- Truth in the Wilderness
- At the Half-Breed's Mercy
- The Scapegoat, regia di Lorimer Johnston (1913)
- When Chemistry Counted
- The Adventures of Jacques, regia di Lorimer Johnston – cortometraggio (1913)
- A Tide in the Affairs of Men
- For the Flag, regia di Lorimer Johnston (1913)
- Jack Meets His Waterloo
- For the Crown, regia di Lorimer Johnston (1913)
- Calamity Anne, Heroine, regia di Lorimer Johnston – cortometraggio (1913)
- Travelers of the Road, regia di Allan Dwan (1913)
- The Badge of Honor – cortometraggio (1913)
- A Pitfall of the Installment Plan
- Calamity Anne's Sacrifice – cortometraggio (1913)
- Hidden Treasure Ranch, regia di Lorimer Johnston (1913)
- The Step Brothers, regia di Thomas Ricketts (1913)
- The Restless Spirit
- In the Days of Trajan
- The Girl and the Greaser
- The Passerby, regia di James Neill – cortometraggio (1913)
- The Tale of the Ticker
- The Barrier of Bars
- La rosa e la torre (The Dread Inheritance), regia di J. Farrell MacDonald (1913)
- Incognito (1913)
- Rory o' the Bogs
- The Field Foreman

### 1914
- The Magic Skin – cortometraggio (1914)
- The Man Who Lied
- The Man Between (1914)
- Hearts and Flowers (1914)
- The Acid Test (1914)
- Sealed Orders (1914)
- The Bolted Door (1914)
- The Lion
- Samson, regia di J. Farrell MacDonald (1914)
- As Fate Willed
- Toilers of the Sea (1914)
- The Call Back
- The Sheep Herder
- The Sandhill Lovers
- A Twentieth Century Pirate
- At Mexico's Mercy
- Value Received
- Out of the Valley
- A Man and His Brother
- Weights and Measures
- There Is a Destiny
- The Man from Nowhere, regia di Jacques Jaccard – cortometraggio (1914)
- Little Meg and I
- A Gentleman from Kentucky
- The Proof of a Man
- Disillusioned (1914)
- His Father's Son (1914)
- His Heart His Hand and His Sword
- The Empire of Illusion
- The Inn of the Winged Gods, regia di Jacques Jaccard (1914)
- The King and the Man

### 1915
- A Bogus Bandit
- Smouldering Fires, regia di Jacques Jaccard (1915)
- The Storm, regia di Jacques Jaccard (1915)
- The Guardian of the Flock
- The Stool Pigeon, regia di Lon Chaney (1915)
- The Diamond from the Sky , regia di Jacques Jaccard e William Desmond Taylor (1915)
- The Palace of Dust
- The New Adventures of Terence O'Rourke, regia di Otis Turner e Jacques Jaccard (1915)
- When a Queen Loved O'Rourke, regia di Otis Turner (1915)
- The Road to Paradise, regia di Otis Turner (1915)
- Curly

### 1916
- Viviana, regia di Reaves Eason (B. Reeves Eason) (1916)
- The Smugglers of Santa Cruz
- Life's Harmony
- The Silken Spider
- The Code of Honor, regia di Frank Borzage (1916)
- Ways of the World
- The Wayfarers
- Realization
- The Counterfeit Earl
- The Touch on the Key
- Four Months
- Jealousy's First Wife
- The Gentle Conspiracy
- Tangled Skeins
- Killed by Whom?
- The Quicksands of Deceit
- The Dancer, regia di Carl M. Leviness (1916)
- Pastures Green
- The Little Troubadour
- Enchantment, regia di Carl M. Leviness
- The Atonement, regia di Edward Sloman (1916)
- The Sable Blessing
- Philip Holden - Waster
- And the Law Says
- The Valley of Decision, regia di Rae Berger (1916)

### 1917
- The Gilded Youth
- Double Revenge, regia di Allan Dwn (1917)
- Nature's Calling
- The Old Sheriff
- The Gentle Intruder
- Environment, regia di James Kirkwood (1917)
- Annie-for-Spite
- Periwinkle
- Melissa of the Hills, regia di James Kirkwood (1917)
- Sands of Sacrifice
- Her Country's Call
- Southern Pride, regia di Henry King (1917)
- A Game of Wits, regia di Henry King (1917)
- The Mate of the Sally Ann

### 1918
- Beauty and the Rogue
- Social Briars
- The Ghost of Rosy Taylor
- The Eyes of Julia Deep
- Rosemary Climbs the Heights, regia di Lloyd Ingraham (1918)
- Wives and Other Wives, regia di Lloyd Ingraham (1918)

### 1919
- The Amazing Impostor
- Put Up Your Hands!
- The Intrusion of Isabel
- Trixie from Broadway
- A Sporting Chance, regia di Henry King (1919)
- The Tiger Lily, regia di George L. Cox (1919)
- The Hellion, regia di George L. Cox (1919)
- Eve in Exile, regia di Burton George (1919)
- Beckoning Roads, regia di Howard Hickman (1919)

### 1920
- Judy of Rogue's Harbor, regia di William Desmond Taylor (1920)
- The Dangerous Talent, regia di George L. Cox (1920)
- Nurse Marjorie, regia di William Desmond Taylor
- Parlor, Bedroom and Bath, regia di Edward Dillon (1920)
- Life's Twist
- Il segno di Zorro (The Mark of Zorro), regia di Fred Niblo (1920)

### 1921
- Two Weeks with Pay, regia di Maurice Campbell (1921)
- The Kiss, regia di Jack Conway (1921)
- Who Am I?, regia di Henry Kolker (1921)
- They Shall Pay, regia di Martin Justice (1921)
- Wealth, regia di William D. Taylor (1921)
- Her Face Value, regia di Thomas N. Heffron (1921)
- A Parisian Scandal, regia di George L. Cox (1921)

### 1922
- Shattered Idols, regia di Edward Sloman (1922)
- Gay and Devilish, regia di William A. Seiter (1922)
- Dust Flower, regia di Rowland V. Lee (1922)
- Sangue e arena (Blood and Sand), regia di Fred Niblo (1922)
- The Young Rajah, regia di Phil Rosen (1922)

### 1923
- Fra gli artigli della tigre (The Tiger's Claw), regia di Joseph Henabery (1923)
- Barefoot Boy, regia di David Kirkland (1923)
- Rosita, regia di Ernst Lubitsch (1923)
- Slave of Desire

### 1924
- The Yankee Consul
- Lovers' Lane
- The Red Lily, regia di Fred Niblo (1924)

### 1925
- The Girl on the Stairs
- Any Woman
- Fighting Youth
- The Phantom Express

### 1926
- The Nutcracker, regia di Lloyd Ingraham (1926)
- The Volga Boatman, regia di Cecil B. DeMille (1926)
- In Search of a Hero
- Atta Boy, regia di Edward H. Griffith (1926)
- The Mile-a-Minute Man
- Butterflies in the Rain

### 1927
- The Prairie King
- Speedy Smith
- Alias the Deacon, regia di Edward Sloman (1927)
- Through Thick and Thin
- Fangs of Destiny

### 1928
- Mendicanti d'amore
- Black Butterflies, regia di James W. Horne (1928)
- L'incrociatore Lafayette

### 1929
- When Dreams Come True, regia di Duke Worne (1929)
- The Fatal Warning
- One Splendid Hour

### Anni trenta
- Cracked Nuts, regia di Edward F. Cline (1931)
- A che prezzo Hollywood? (What Price Hollywood?), regia di George Cukor (1932)
- La gloria del mattino (Morning Glory), regia di Lowell Sherman (1933)
- Un bacio al buio (One Rainy Afternoon), regia di Rowland V. Lee (1936)